# 紹德廣螢金花蟲
紹德廣螢金花蟲（学名：Gallerucida sauteri）为金花蟲科廣螢金花蟲屬下的一个种。